# Lancashire Heeler
 (septembre 2010).
Si vous disposez d'ouvrages ou d'articles de référence ou si vous connaissez des sites web de qualité traitant du thème abordé ici, merci de compléter l'article en donnant les références utiles à sa vérifiabilité et en les liant à la section « Notes et références ».
Pour les articles homonymes, voir Heeler.
Le Lancashire Heeler est une race de chiens noir et fauve ou marron foie et feu, mesurant entre 25 et 30 cm. La race actuelle fut recréée dans les années 1960 en Angleterre.

## Caractéristiques
La longueur de la robe varie légèrement selon les saisons : le poil, brillant et court en été, devient plus long et forme une sorte de crinière en hiver.

## Histoire
L'histoire du Lancashire Heeler est quelque peu obscure, mais il se pourrait qu'il soit issu du croisement fortuit de welsh corgi, qui conduisaient les troupeaux du Pays de Galles jusqu'à la région d'Ormskirk, avec des terriers de Manchester.
Le Lancashire Heeler vient d'être reconnu à titre provisoire par la FCI et cela depuis le 30 mai 2016. Le standard pour le moment uniquement dans la version anglaise est disponible sur le site de la FCI.